# Mame Faye

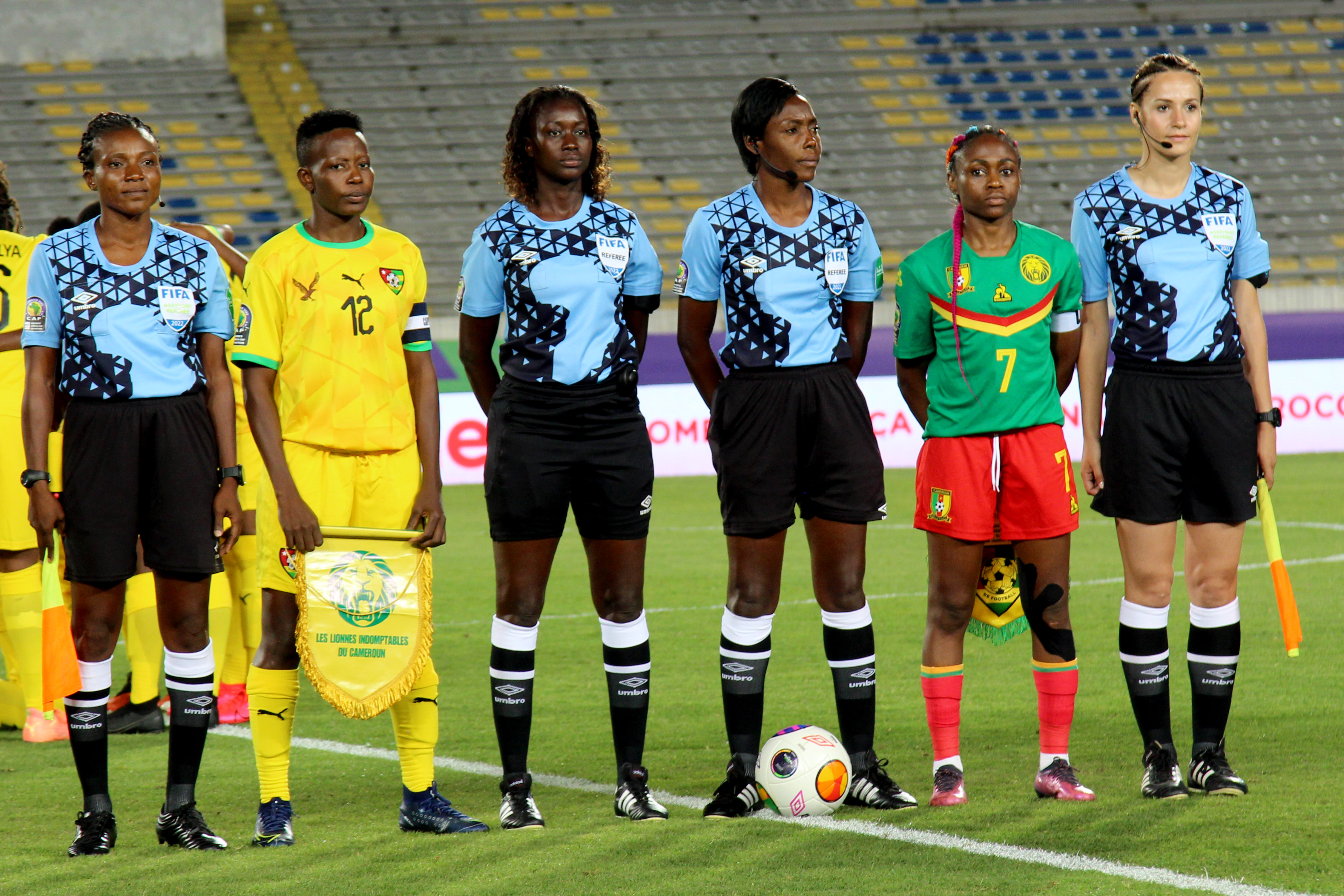
Mame Faye (dritte von links)

Mame Coumba Faye (* 16. November 1986) ist eine senegalesische Fußballschiedsrichterin.
Seit 2017 steht sie auf der FIFA-Liste und leitet internationale Fußballspiele.
Beim Afrika-Cup 2022 in Marokko leitete sie ein Spiel in der Gruppenphase.